# 지상 기반 외기권 방어

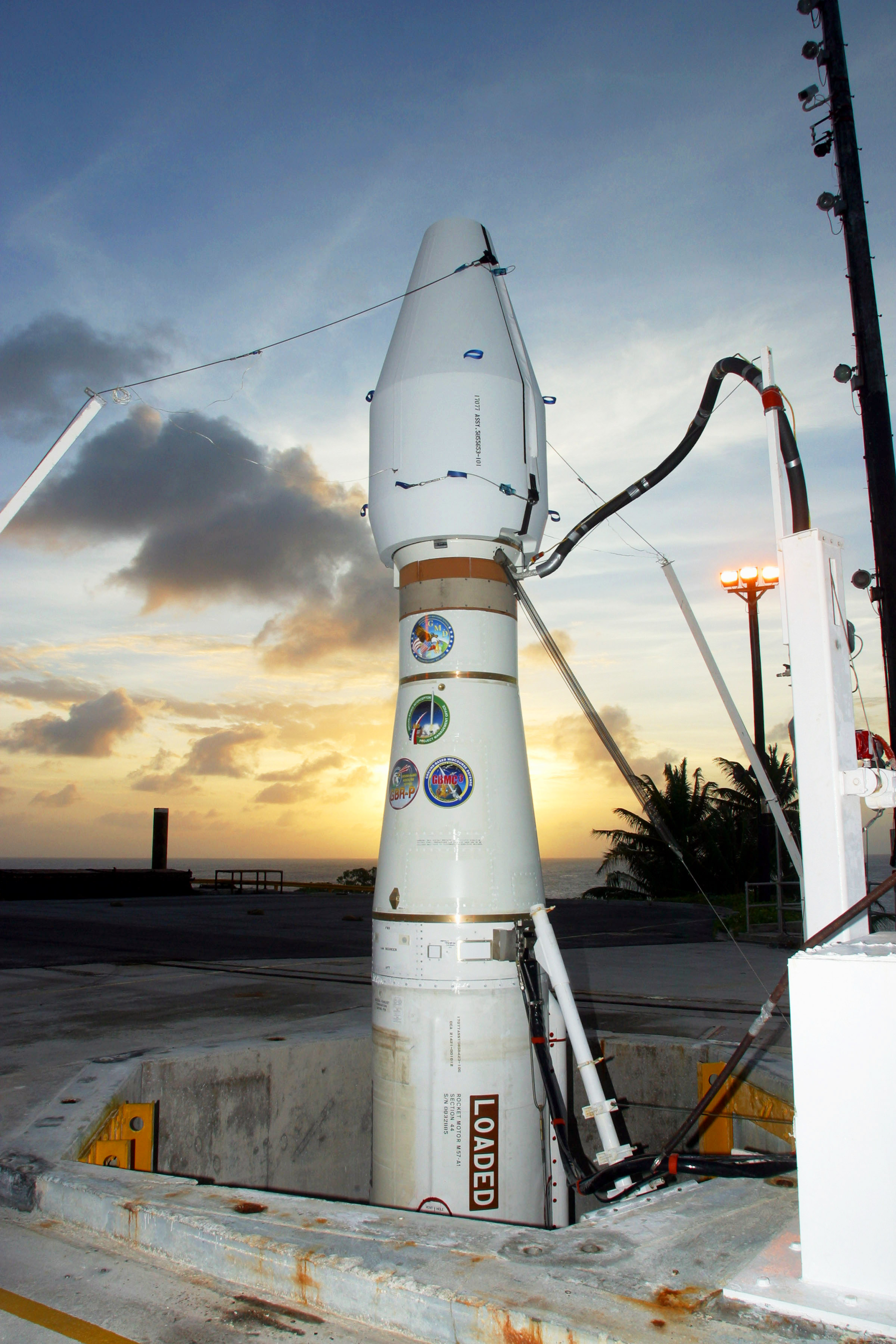
GBI 미사일

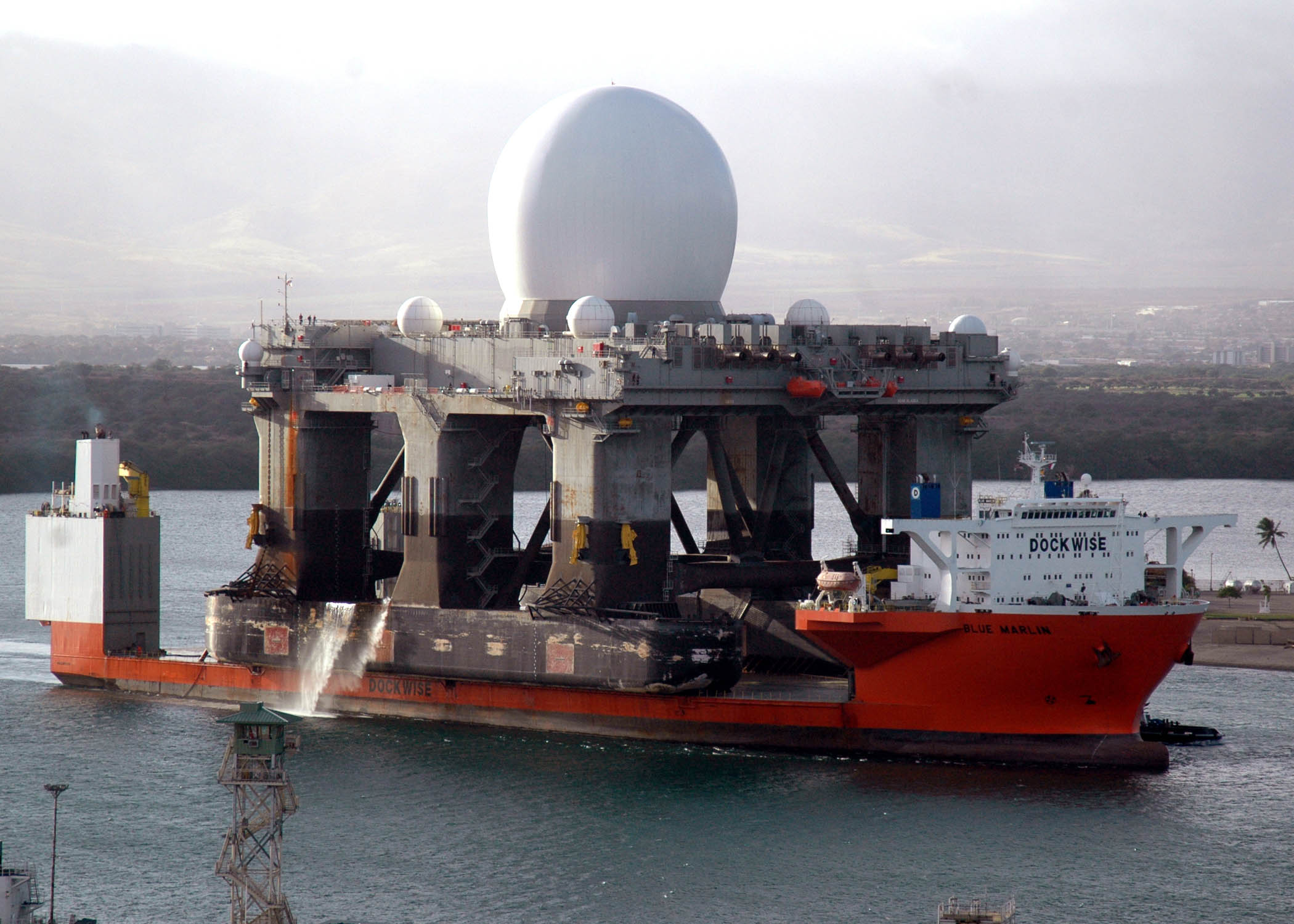
GBI 미사일 발사에 사용되는 레이시온의 해상 X밴드 레이다

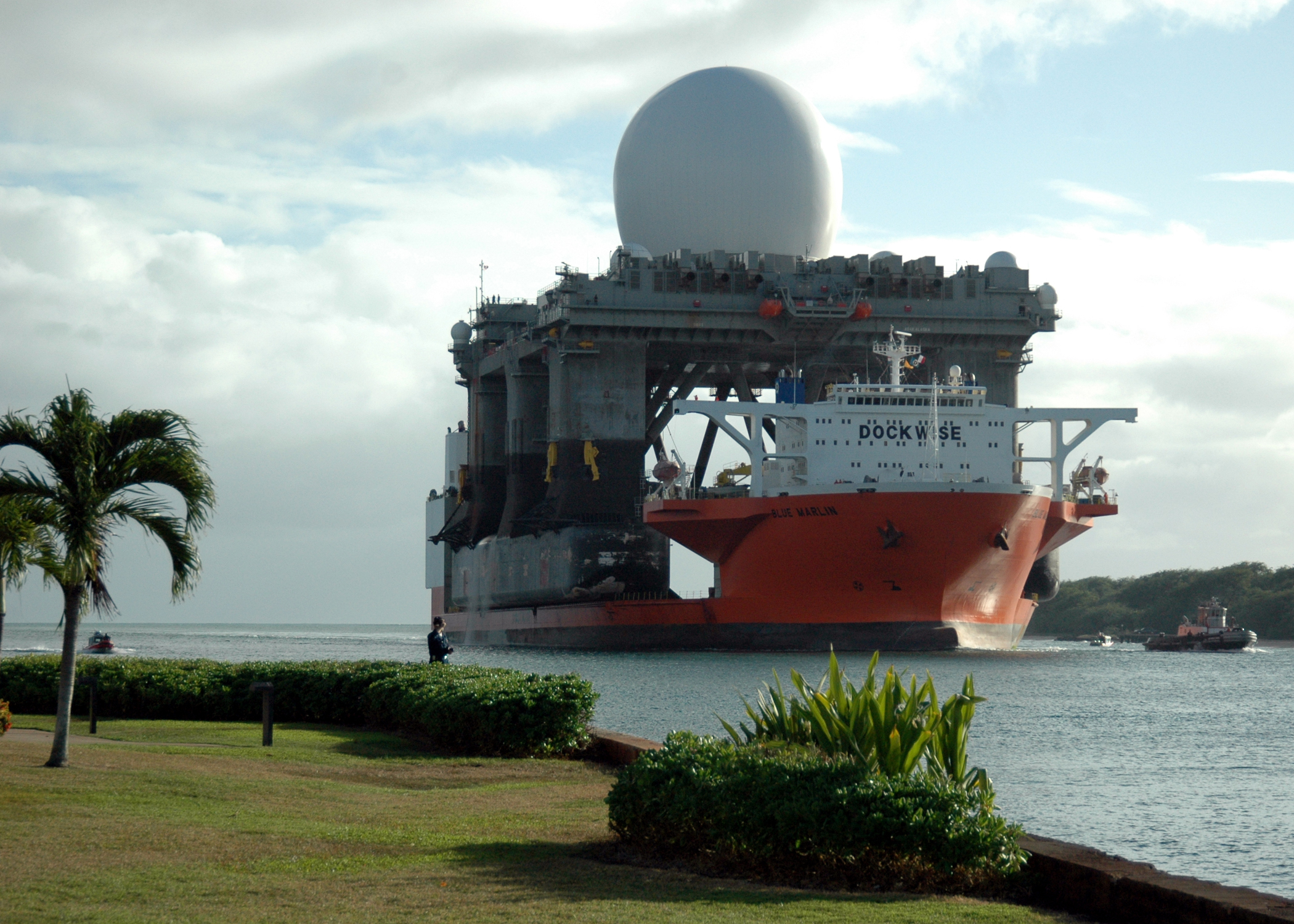
해상 X밴드 레이다

지상 기반 외기권 방어(GMD, Ground-Based Midcourse Defense)는 ICBM을 중간단계에서 요격하는 미국의 미사일 방어망이다.
원래 국가 미사일 방어(NMD: National Missile Defense) 프로그램으로 알려졌던 GMD 시스템은 미국의 탄도 미사일 방어 시스템의 구성 요소이다.
공식적으로 탄도 미사일 방어 기구(BMDO: Ballistic Missile Defense Organization)로 알려졌던 미사일 방어국(MDA: Missile Defense Agency)에서 추진하고 있다.

## 역사
미국은 비핵 대탄도 미사일 방어 시스템을 1990년대 초반에 개발하려고 했다. 그리고 1996년에 프로그램은 NMD라는 이름으로 알려지게 되었다. 그러나 2007년 기준으로는 GMD로 알려져 있다.
GMD의 구성요소는 다음과 같다:
- 외기권 킬 비이클(EKV) - 레이시온
- GBI 미사일 - 부스터(오비털 사이언스)
- 지상형 X밴드 레이다, GBR-P - 레이시온
- 해상형 X밴드 레이다, SBX - 레이시온
- 전장관리시스템(BMC3: Battle Management Command, Control and Communications) - 노스롭 그루먼
- 새로운 조기경보 레이다(UEWR: Upgraded Early Warning Radars) 또는 페이브 포 - 레이시온
- SBIRS(Space-Based Infrared System) 위성에의 인터페이스

당시, 2000년까지 실전배치가 가능한 시스템을 개발하는 것이 계획이었다.
1998년 4월, 보잉은 전체 NMD 프로그램의 시스템통합회사(LSI: Lead Systems Integrator)로 선정되었다. 또한 요격 미사일과 부스터와 킬 비이클의 조립에 대한 주계약자로 선정되었다.
2006년 9월 2일, 조선민주주의인민공화국의 대포동 2호와 유사한 시험용 목표물을 요격하는 데 성공하였다.

## GBI 미사일
GBI 미사일은 GMD 시스템의 구성요소이다. 대기권 밖에서 탄도미사일 탄두을 요격하는 것이 주임무이다. GBI 미사일의 구성요소는 다음과 같다:
- 다단계 로켓 부스터(BV: Boost Vehicle)
- 킬 비이클(EKV: Exoatmospheric Kill Vehicle)

GBI는 대기권 밖의 요격에 적합하도록 새로 개발된 사일로 발사형 부스터 로켓을 사용한다.
EKV 시험을 서두르기 위해, 초기의 모든 부스터 로켓은 록히드 마틴의 PLV를 사용했다. PLV는 미니트맨 미사일의 여분 로켓을 사용했다.
보잉에서 제시한 최초의 부스터는 상업용 민간 로켓으로도 쓸 수 있게끔 개발되었기에, COTS (Commercial Off-the-Shelf) 부스터로 불리었다.
2002년 3월, GBI 부스터 개발 프로그램의 재수정이 있었다. 보잉의 COTS 발사체에서 BV-Plus를 개발한 록히드 마틴으로 변경되었다. 그리고 추가적으로 오비탈 사이언스 코퍼레이션(OSC)사가 대체할 수 있는 부스터 제조사로 선정되었다.OSC사에서 제작하는 부스터 발사체는 OBV(Orbital Booster Vehicle)라고 불린다.
OSC의 3단계 발사체는 2003년 2월 6일 성공적인 첫 시험발사를 하였다. 다음으로 2003년 8월 16일 BV-6 시험발사에도 성공했다. 이 시험발사에서 발사체는 고도 1,770 km(1,100 miles)까지 도달했고 사거리는 5,300 km(3,300 miles)였다. OBV는 타우루스 XL 상업용 발사체를 사용한다.
반면에 록히드 마틴의 BV-Plus는 2,3단 고체 로켓의 고장 등의 원인으로 개발과 생산이 지연되었다. 최초의 시험발사(BV-5)는 2004년 1월 9일에 있었다.
OSC는 현재 34대의 OBV 발사체 제작을 주문받았다. 반면에 록히드 마틴은 8개의 BV-Plus 발사체를 제작할 것이다. 추가되는 부스터 발사체는 모두 OSC사의 OBV 발사체로 주문될 것이다.

## 제원 (OBV)
- 길이: 16.8 m (55 ft)
- 직경: 1.27 m (50 in)
- 무게: 12,700 kg (28,000 lb)
- 속도: 미확인
- 최대고도: 2,000 km (1,250 miles)
- 엔진:
  - 1단: Alliant Tech Orion 50SXLG 고체연료 로켓. 추력 441 kN (99000 lb)
  - 2단: Alliant Tech Orion 50XL 고체연료 로켓. 추력 153 kN (34500 lb)
  - 3단: Alliant Tech Orion 38 고체연료 로켓. 추력 32 kN (7200 lb)
- 탄두: EKV

## 같이 보기
- 미사일 방어(MD)
- NMD
- THAAD
- 패트리어트 미사일
- 록히드 PLV